# نیت (اسلام)

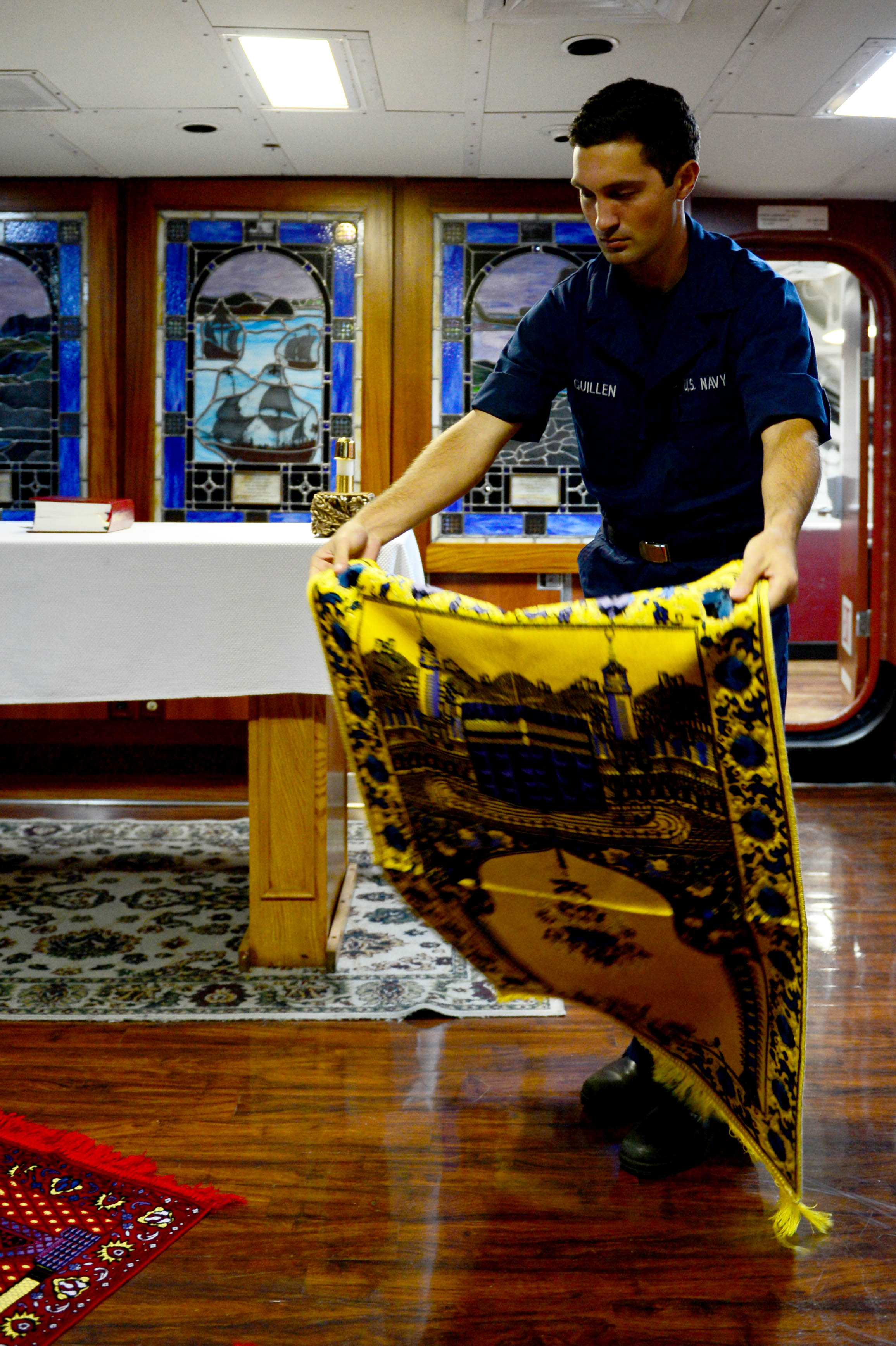
یک مسلمان در حال پهن کردن جانماز برای اقامه نماز

نیت (عربی: نِیَّةٌ، «قصد») یک مفهوم اسلامی برای بیان هدف قلبی فرد برای انجام یک کار در راه خدا (الله) است. یک مسلمان باید پیش از به پا داشتن نماز و همچنین برای آغاز حج (زیارت مکه) نیت انجام دهد.
بدین ترتیب، نیت یا قصد یک شخص از اهمیت بالایی در یک مورد عمل عبادی برخوردار است. در مورد لزوم بیان صوتی نیت بحث‌هایی وجود دارد. با این حال، بیشتر پژوهشگران اتفاق نظر دارند که همان‌طور که نیت باید قلبی باشد، نیازی به بیان آن نیست. همچنین هیچ مدرکی وجود ندارد که نشان دهد پیامبر اسلام یا هیچ‌یک از اصحابش نیت را پیش از نماز به صورت بلند بیان کرده باشند.